# هانس هنکن
هانس هنکن (انگلیسی: Hans Henken؛ زادهٔ ۴ ژوئن ۱۹۹۲) قایقران قایق بادبانی اهل ایالات متحده آمریکا است.